# Centulo IV de Béarn
Centulo IV, chamado o Velho, foi visconde de Béarn de 1022 até sua morte, em 1058.

## Biografia
Com a morte de seu pai Gastão II, Centulo IV ainda era menor de idade, a regência foi estabelecida até 1022, data à qual ele acede de pleno direito ao título de visconde.
Ele esforçou-se em manter boas relações com a igreja católica. Em 1022, ele fundou o mosteiro da abadia de Saint-Pé-de-Bigorre, na fronteira entre Béarn e Bigorre.
Ele aumentou o poder de Béarn, incorporando no seu território, o viscondado de Oloron vizinho aparentemente casando-se com Angela da Gasconha, viscondessa de Oloron, filha e herdeira do visconde Aner II Lupo da Gasconha, visconde de Oloron.
Parece que ele foi associou ao trono o seu filho, Gastão, que morreu aproximadamente em 1045. Ele lutou contra o viscondes vizinhos de Dax e de Soule, e matou, o visconde de Dax, Arnaud II, 1050.
Ele morreu em 1058, numa emboscada por tropas souletines. O seu neto Centulo V , sucedeu-o.

## Descendência
Ele teve três filhos de Angela da Gasconha, viscondessa de Oloron:
- Gastão III, associado ao trono
- Raimundo Centulo
- Auriol Centulo, senhor de Clarac, Igon, Baudreix, Boeil , e Auga.

## Anexos

### Artigo relacionado
- Lista dos viscondes de Béarn

### Link externo
(em castelhano) Bearn, Auñamendi Entziklopedia